# 李緋
李緋（1472年—？），字廷章，河南汝寧府光州人，軍籍，明朝政治人物。

## 生平
弘治十四年（1501年）辛酉科河南鄉試第六名舉人。弘治十八年（1505年）中式乙丑科會試第二百七名，二甲第六十二名進士。授户部主事，司储蓟镇，歷升员外郎、郎中，出为陕西参议、江西副使，累升江西参政、山東左布政使。嘉靖十年（1531年）升都察院右副都御史，總理河道，不久，被巡按直隸御史詹寬彈劾稱病杜門，坐視河患，奪俸三月。家居時继母年老失明，事如生母。

## 家族
曾祖李子實；祖父李瑄；父李灝，□□。母陳氏。具庆下。兄碧、翠。弟绿、绀。